# 지나 홀든
지나 홀든(Gina Holden, 1975년 3월 17일 ~ )은 캐나다의 배우이다.

## 출연 작품
- 슬리핑 위드 마이 스튜던트 (2019)
- LA 아포칼립스 (2014)
- 싱크 홀 (2013)
- 샤크 어택 (2013)
- 미스테리어스 아일랜드 (2012)
- 샌드 샤크 (2012)
- 하우 투 폴 인 러브 (2012)
- 타임트랩 워 (2012)
- 추수감사절 구하기 (2010)
- 라이프 언익스펙티드 (2010)
- 쏘우 3D (2010)
- 메세지가 삭제되었다 (2009)
- 하퍼의 섬 (2009)
- 스크리머스:더헌팅 (2009)
- 크리스마스 별장 (2008)
- 플래쉬 고든 (2007)
- 배틀 인 시애틀 (2007)
- 코드 네임 - 클리너 (2007)
- 에이리언 VS. 프레데터 2 (2007)
- 블러드 타이즈 (2007)
- 맨 어바웃 타운 (2006)
- 나비 효과 2 (2006)
- 데스티네이션 3 - 파이널 데스티네이션 (2006)
- 판타스틱 4 (2005)